# Ulloa
Ulloa là một khu tự quản thuộc tỉnh Valle del Cauca, Colombia. Thủ phủ của khu tự quản Ulloa đóng tại Ulloa Khu tự quản Ulloa có diện tích 45 ki lô mét vuông. Đến thời điểm ngày 28 tháng 5 năm 2005, khu tự quản Ulloa có dân số 5461 người.